# Baikal MP-155
Le fusil de chasse semi-automatique Baikal MP155 est fabriqué par la firme russe Izhevsky Mekhanichesky Zavod depuis le début des années 2010. C'est une évolution du Baikal MP 153.

## Technique
Chambré en calibre 12 Magnum ou 12 Super-Magnum, ce fusil fonctionne par emprunt des gaz et possède un canon chromé intérieurement. Sa crosse est de type pistolet et son garde-main possède deux rainures de préhension. Ces deux éléments sont disponibles en noyer huilé ou en matière synthétique. La visée se limite à un guidon-boule. Son utilisateur peut choisir de monter différents choke de cannon.

## Données numériques
- Longueur totale : 1,24 m
- Masse du fusil vide : 
  - avec monture synthétique : 3 kg
  - avec monture en bois : 3,05 kg
- Longueur du canon : 71 cm. Disponible aussi  avec un canon de  61, 66 ou 75 cm.
- Magasin :
  - en calibre 12/76 : 4 coups
  - en calibre 12/89 : 3 coups
  - pour le marché français  (dans les deux calibre): 2 coups.

## Sources
Cette notice est issue de la lecture du catalogue en ligne français de l'importateur français d'Izmash et du Chasseur français, hors-série "Armes & Equipements 2014.